# Jeremiah Massey
 Jeremiah Massey (mac. Џеремаја Мејси; ur. 22 lipca 1982 w Detroit) – amerykański koszykarz, występujący na pozycji skrzydłowego, posiadający także macedońskie obywatelstwo, reprezentant tego kraju.
Swoją karierę rozpoczął w 2005, kiedy jako 23-letni zawodnik zaczął grać w barwach greckiej Larissy. Już w swoim pierwszym sezonie był najlepszym zbierającym A1 Ethniki – I liga grecka. To zaowocowało transferem do nieco lepszej drużyny, tj. Arisu Saloniki. Z tym zespołem zadebiutował w Eurolidze, awansując w sezonie 2006/07 do TOP16.
W 2007 Massey przedłużył z Arisem kontrakt o dwa lata, ale już rok później działacze z Salonik zdecydowali się sprzedać zawodnika do zespołu ligi ACB – I liga hiszpańska - Realu Madryt. Z jednym najsławniejszych zespołów w historii europejskiej koszykówki Massey zawarł trzyletnią umowę.
W styczniu 2010 koszykarz i klub zdecydowali się za porozumieniem stron rozwiązać kontrakt, co spowodowało, że od lutego 2010 Massey gra dla beniaminka ligi hiszpańskiej - Obradoiro CAB.
7 sierpnia 2019 dołączył do brazylijskiego Paschoalotto/Bauru.
Massey reprezentuje barwy tego kraju od września 2008, kiedy otrzymał obywatelstwo. Działacze federacji zdecydowali się na taki krok ze względu na brak sukcesów. Zespół, wzmocniony z Masseyem, zakwalifikował się na EuroBasket w 2009 w Polsce po raz pierwszy od 1999 roku.

## Osiągnięcia
Drużynowe
- Mistrz:
  - Niemiec (2013)
  - Libanu (2015, 2016)
- Wicemistrz EuroChallenge (2011)
- Brąz ligi:
  - ligi greckiej (2007)
  - rosyjskiej (2012)
- 4. miejsce w lidze hiszpańskiej (2009)

Indywidualne
- Najbardziej efektowny zawodnik Euroligi (2006/07)
- MVP meczu gwiazd ligi greckiej (2008)
- Lider w zbiórkach:
  - Eurocupu (2012)
  - ligi rosyjskiej (2012)
- Zaliczony do:
  - I składu:
    - rosyjskiej ligi PBL (2011, 2012)
    - ligi greckiej (2008)

  - II składu: 
    - Eurocup (2012)
    - rosyjskiej ligi PBL (2011)
- Uczestnik meczu gwiazd ligi:
  - greckiej (2007, 2008)
  - rosyjskiej (2011)